# Liste der Mitglieder des Abgeordnetenhauses von Berlin (9. Wahlperiode)
Diese Liste beinhaltet alle Mitglieder des Abgeordnetenhauses von Berlin der 9. Legislaturperiode (1981–1985). Zu den Senaten in dieser Legislaturperiode siehe Senat Weizsäcker, ab 9. Februar 1985: Senat Diepgen I.

## Präsidium des Abgeordnetenhauses
- Präsident: Peter Rebsch (CDU)
- Stellvertreter des Präsidenten: Alexander Longolius (SPD), bis 1. September 1983: Klaus Franke (CDU), anschließend: Gabriele Wiechatzek (CDU)
- Beisitzer: Reinhard Führer (CDU), Peter Vetter (CDU), bis 1. September 1983: Gabriele Wiechatzek (CDU), anschließend: Manfred Paris (CDU), Fritz Hiersemann (SPD), Artur Prozell (SPD), Ulrich Schürmann (SPD), Irmgard Kohlhepp (AL), Karl-Heinz Baetge (FDP)

## Fraktionen
- CDU: bis 9. Februar 1984: Eberhard Diepgen (Vorsitzender), anschließend: Klaus-Rüdiger Landowsky (Vorsitzender), bis 9. Februar 1984: Klaus-Rüdiger Landowsky (stellv. Vorsitzender), anschließend: Dankward Buwitt (stellv. Vorsitzender), Heinz-Viktor Simon (stellv. Vorsitzender), Jürgen Wohlrabe (stellv. Vorsitzender), Klaus Rettel (Geschäftsführer)
- SPD: bis 26. April 1983: Hans-Jochen Vogel (Vorsitzender), anschließend: Peter Ulrich (Vorsitzender), Gerhard Schneider (stellv. Vorsitzender und Parl. Geschäftsführer), bis 26. April 1983: Anke Brunn (stellv. Vorsitzende), anschließend: Horst Wagner (stellv. Vorsitzender), Walter Momper (stellv. Vorsitzender), bis 1. September 1982: Olaf Sund (stellv. Vorsitzender), anschließend: Helga Korthaase (stellv. Vorsitzende)
- AL: bis 10. Juni 1983: Klaus-Jürgen Schmidt (Vorsitzender), anschließend: Jürgen Wachsmuth (Vorsitzender), bis 15. Juni 1983: Peter Sellin (stellv. Vorsitzender), anschließend: Kordula Schulz (stellv. Vorsitzender), Dieter Kunzelmann (stellv. Vorsitzender), Helga Wilkerling (Geschäftsführerin)
- FDP: bis 17. März 1983: Horst Vetter (Vorsitzender), anschließend: Walter Rasch (Vorsitzender), Jürgen Dittberner (stellv. Vorsitzender), bis 17. März 1983: Walter Rasch (stellv. Vorsitzender), anschließend: Edgar Swinne (stellv. Vorsitzender), Rolf-Peter Lange (Geschäftsführer)

## Mitglieder
| Name                      | Lebens- daten | Partei                | Wahlkreis (WK) / Bezirksliste | Bemerkungen |
| ------------------------- | ------------- | --------------------- | ----------------------------- | --- |
| Jürgen Adler              | 1950          | CDU                   | WK Wilmersdorf 4              | |
| Reinhold Amonat           | 1926–2010     | SPD                   | Bezirksliste Tempelhof        | am 28. September 1984 ausgeschieden, Nachrücker: Hans-Jochen Fröhner                                                                                                   |
| Wolfgang Antes            | 1944          | CDU                   | WK Charlottenburg 4           | am 25. Juni 1981 ausgeschieden (→ Bezirksamt), Nachrücker: Ingo Schmitt                                                                                                |
| Karl-Heinz Baetge         | 1929–2000     | FDP                   | Bezirksliste Neukölln         | am 16. September 1981 für Guido Brunner nachgerückt |
| Eckhardt Barthel          | 1939          | SPD                   | Bezirksliste Schöneberg       | am 27. April 1983 für Anke Brunn nachgerückt |
| Hans-Günter Bauwens       | 1936          | CDU                   | WK Reinickendorf 3            | |
| Reinhart Behr             | 1928–2003     | AL                    | Bezirksliste Steglitz         | am 15. Juni 1983 für Martin Jänicke nachgerückt |
| Ursula Besser             | 1917–2015     | CDU                   | WK Schöneberg 3               | Alterspräsidentin |
| Dieter Biewald            | 1932–2023     | CDU                   | WK Steglitz 7                 | |
| Christa-Maria Blankenburg | 1934          | CDU                   | Bezirksliste Schöneberg       | am 30. Juni 1981 für Günter Bock nachgerückt |
| Norbert Blüm              | 1935–2020     | CDU                   | Bezirksliste Wedding          | bis 4. Oktober 1982 Senator für Bundesangelegenheiten – am 4. Oktober 1982 ausgeschieden (→ Bundesminister), Nachrücker: Winfrid Lobermeier                            |
| Günter Bock               | 1938–2007     | CDU                   | WK Schöneberg 1               | am 30. Juni 1981 ausgeschieden (→ Staatssekretär), Nachrückerin: Christa-Maria Blankenburg                                                                             |
| Manfred Bode              | 1938–2013     | CDU                   | WK Neukölln 11                | |
| Hans-Joachim Boehm        | 1920–2019     | CDU                   | WK Steglitz 2                 | |
| Peter Boroffka            | 1932–1999     | CDU                   | WK Neukölln 10                | am 3. Dezember 1981 ausgeschieden (→ Bundestagsabgeordneter), Nachrücker: Dieter Krebs                                                                                 |
| Franz Braun               | 1935–2019     | CDU                   | WK Reinickendorf 1            | |
| Marianne Brinckmeier      | 1940          | SPD                   | Bezirksliste Neukölln         | |
| Anke Brunn                | 1942          | SPD                   | Bezirksliste Schöneberg       | am 26. April 1983 ausgeschieden, Nachrücker: Eckhardt Barthel |
| Guido Brunner             | 1930–1997     | FDP                   | Bezirksliste Neukölln         | am 15. September 1981 ausgeschieden (→ Botschafter), Nachrücker: Karl-Heinz Baetge                                                                                     |
| Dankward Buwitt           | 1939          | CDU                   | Bezirksliste Neukölln         | |
| Elmar Coenen              | 1936–2010     | CDU                   | Bezirksliste Spandau          | am 25. November 1982 für Kurt Runge nachgerückt |
| Frank Dahrendorf          | 1934–2013     | SPD                   | Bezirksliste Spandau          | am 12. Juni 1981 ausgeschieden, Nachrücker: Heinz Striek |
| Eberhard Diepgen          | 1941          | CDU                   | WK Tiergarten 3               | bis 9. Februar 1984 Fraktionsvorsitzender, ab 9. Februar 1984 Regierender Bürgermeister                                                                                |
| Jürgen Dittberner         | 1939          | FDP                   | Bezirksliste Wilmersdorf      | |
| Werner Dolata             | 1927–2015     | CDU                   | WK Schöneberg 5               | am 26. Juni 1981 ausgeschieden (→ Bundestagsabgeordneter), Nachrücker: Robert Wachs                                                                                    |
| Günter Elsner             | 1916–1992     | CDU                   | Bezirksliste Kreuzberg        | am 1. Dezember 1981 für Barbara John nachgerückt |
| Uwe Ewers                 | 1944–2007     | CDU                   | WK Reinickendorf 8            | |
| Wolfgang Fabig            | 1934–2008     | FDP                   | Bezirksliste Steglitz         | |
| Gisela Fechner            | 1926–2016     | SPD                   | WK Spandau 7                  | |
| Jochen Feilcke            | 1942          | CDU                   | WK Schöneberg 4               | am 28. April 1983 ausgeschieden (→ Bundestagsabgeordneter), Nachrücker: Karl-Heinz Lesnau                                                                              |
| Nils Ferberg              | 1931–2017     | SPD                   | Bezirksliste Tempelhof        | |
| Peter Finger              | 1941          | AL                    | Bezirksliste Wilmersdorf      | am 15. August 1983 durch Rotation ausgeschieden, Nachfolger: Bernd Köppl                                                                                               |
| Klaus Franke              | 1923–2017     | CDU                   | WK Steglitz 5                 | ab 1. September 1983 Senator für Bau- und Wohnungswesen |
| Klaus Freudenthal         | 1940–2016     | AL                    | Bezirksliste Charlottenburg   | am 15. Juni 1983 für Michael Wendt nachgerückt |
| Hans-Jochen Fröhner       | 1935–2016     | SPD                   | Bezirksliste Tempelhof        | am 28. September 1984 für Reinhold Amonat nachgerückt |
| Inge Frohnert             | 1924–2013     | SPD                   | WK Spandau 1                  | |
| Reinhard Führer           | 1945          | CDU                   | WK Neukölln 8                 | |
| Günter Gaus               | 1929–2004     | SPD                   | Bezirksliste Charlottenburg   | im Juni 1981 ausgeschieden, Nachrücker: Horst-Achim Kern |
| Andreas Gerl              | 1943          | SPD                   | WK Schöneberg 2               | |
| Peter Gierich             | 1936–2022     | CDU                   | Bezirksliste Wedding          | |
| Rainer Giesel             | 1942–2021     | CDU                   | WK Neukölln 9                 | |
| Rudolf Glagow             | 1929–2015     | SPD                   | Bezirksliste Tempelhof        | am 4. September 1982 für Olaf Sund nachgerückt |
| Herwig Haase              | 1945          | CDU                   | Bezirksliste Tempelhof        | am 12. Januar 1983 für Peter Rzepka nachgerückt |
| Dieter Hapel              | 1951          | CDU                   | WK Tempelhof 1                | |
| Volker Hassemer           | 1944          | CDU                   | WK Wilmersdorf 5              | bis 17. März 1983 Senator für Stadtentwicklung und Umweltschutz; ab 17. März 1983 Senator für Kulturelle Angelegenheiten                                               |
| Gerd Heyden               | 1941          | CDU                   | WK Tempelhof 7                | |
| Fritz Hiersemann          | 1930–1996     | SPD                   | Bezirksliste Reinickendorf    | |
| Helmut Hildebrandt        | 1931–2010     | SPD                   | Bezirksliste Reinickendorf    | |
| Dieter Hoffmann           | 1934–2005     | SPD                   | Bezirksliste Neukölln         | am 2. Juli 1981 für Martin Raasch nachgerückt |
| Martin Jänicke            | 1937          | AL                    | Bezirksliste Steglitz         | am 11. Juni 1983 ausgeschieden, Nachrücker: Reinhart Behr |
| Manfred Jewarowski        | 1940          | CDU                   | Bezirksliste Neukölln         | am 31. August 1983 für Ulrich Rastemborski nachgerückt |
| Barbara John              | 1938          | CDU                   | WK Kreuzberg 5                | am 30. November 1981 ausgeschieden (→ Ausländerbeauftragte), Nachrücker: Günter Elsner                                                                                 |
| Klaus Jungclaus           | 1942          | SPD                   | WK Spandau 3                  | |
| Rita Kantemir             | 1940          | AL                    | Bezirksliste Spandau          | am 12. Juni 1983 ausgeschieden, Nachfolgerin: Kordula Schulz |
| Horst-Achim Kern          | 1943          | SPD                   | Bezirksliste Charlottenburg   | am 15. Juni 1981 für Günter Gaus nachgerückt |
| Wilhelm Kewenig           | 1934–1993     | CDU                   | WK Charlottenburg 5           | bis 17. März 1983 Senator für Kulturelle Angelegenheiten; ab 17. März 1983 Senator für Wissenschaft und Forschung                                                      |
| Ekkehard Kittner          | 1942          | CDU                   | WK Neukölln 6                 | |
| Bernd Köppl               | 1948          | AL                    | Bezirksliste Wilmersdorf      | am 31. August 1983 für den durch Rotation ausgeschiedenen Peter Finger nachgerückt                                                                                     |
| Irmgard Kohlhepp          | 1923–2010     | AL                    | Bezirksliste Tempelhof        | am 11. Juni 1983 ausgeschieden, Nachrücker: Wolfgang Petersen |
| Horst Kollat              | 1925–2004     | SPD                   | Bezirksliste Reinickendorf    | |
| Helga Korthaase           | 1938–2023     | SPD                   | Bezirksliste Wilmersdorf      | |
| Jakob Kraetzer            | 1934–2010     | CDU                   | WK Charlottenburg 3           | |
| Dieter Krebs              | 1944          | CDU                   | Bezirksliste Neukölln         | am 4. Dezember 1981 für Peter Boroffka nachgerückt |
| Hans Kremendahl           | 1948–2015     | SPD                   | Bezirksliste Steglitz         | |
| Arnold Krüger             | 1920–2011     | FDP                   | Bezirksliste Reinickendorf    | am 6. Dezember 1983 für Horst Vetter nachgerückt |
| Ulrich Krüger             | 1929–2018     | CDU                   | WK Kreuzberg 4                | |
| Gerhard Kunz              | 1942          | CDU                   | WK Reinickendorf 4            | Senator für Finanzen |
| Jürgen Kunze              | 1945          | FDP, fraktionslos, AL | Bezirksliste Charlottenburg   | am 7. Dezember 1983 aus der Fraktion ausgeschieden, ab Mai 1984 Mitglied der AL-Fraktion                                                                               |
| Dieter Kunzelmann         | 1939–2018     | AL                    | Bezirksliste Schöneberg       | am 15. Juni 1983 für Peter Sellin nachgerückt |
| Klaus-Rüdiger Landowsky   | 1942          | CDU                   | WK Zehlendorf 1               | ab 9. Februar 1984 Fraktionsvorsitzender |
| Roman Legien              | 1927–2015     | CDU                   | WK Spandau 4                  | |
| Uwe Lehmann-Brauns        | 1938          | CDU                   | WK Zehlendorf 3               | |
| Karl-Heinz Lesnau         | 1935–1996     | CDU                   | Bezirksliste Schöneberg       | am 29. April 1983 für Jochen Feilcke nachgerückt |
| Volker Liepelt            | 1948          | CDU                   | Bezirksliste Tiergarten       | am 16. Oktober 1981 für Detlef Pagel nachgerückt |
| Alfred Lippschütz         | 1922–1996     | SPD                   | Bezirksliste Tempelhof        | |
| Winfrid Lobermeier        | 1940          | CDU                   | Bezirksliste Wedding          | am 6. Oktober 1982 für Norbert Blüm nachgerückt |
| Gerd Löffler              | 1927–2004     | SPD                   | WK Wedding 5                  | |
| Alexander Longolius       | 1935–2016     | SPD                   | Bezirksliste Charlottenburg   | |
| Gerald Lorenz             | 1937–2023     | SPD                   | Bezirksliste Schöneberg       | |
| Hans-Georg Lorenz         | 1943          | SPD                   | WK Spandau 2                  | |
| Heinrich Lummer           | 1932–2019     | CDU                   | WK Zehlendorf 2               | Bürgermeister und Senator für Inneres |
| Wolfgang Maerz            | 1941–2001     | SPD                   | Bezirksliste Neukölln         | |
| Dietrich Mahlo            | 1935          | CDU                   | WK Wilmersdorf 2              | |
| Ulrich Manske             | 1954–2013     | CDU                   | WK Steglitz 1                 | |
| Norbert Meisner           | 1942          | SPD                   | Bezirksliste Zehlendorf       | |
| Hans Mertsch              | 1927–2011     | SPD                   | WK Wedding 1                  | |
| Walter Momper             | 1945          | SPD                   | WK Kreuzberg 2                | |
| Helga Müller              | 1931–2020     | SPD                   | WK Neukölln 5                 | |
| Rudolf Müller             | 1938–2016     | CDU                   | WK Reinickendorf 6            | |
| Wolfgang Nagel            | 1944          | SPD                   | Bezirksliste Charlottenburg   | |
| Christian Neuling         | 1943          | CDU                   | Bezirksliste Wedding          | |
| Kurt Neumann              | 1945–2021     | SPD                   | Bezirksliste Steglitz         | |
| Erich Pätzold             | 1930          | SPD                   | WK Wedding 4                  | |
| Detlef Pagel              | 1943          | CDU                   | WK Tiergarten 1               | am 15. Oktober 1981 ausgeschieden, Nachrücker: Volker Liepelt |
| Joachim Palm              | 1935–2005     | CDU                   | WK Tempelhof 6                | |
| Manfred Paris             | 1941–2013     | CDU                   | WK Tempelhof 2                | |
| Hans-Peter Patt           | 1940          | CDU                   | WK Charlottenburg 1           | |
| Wolfgang Petersen         | 1952–2017     | AL                    | Bezirksliste Tempelhof        | am 15. Juni 1983 für Irmgard Kohlhepp nachgerückt |
| Elmar Pieroth             | 1934–2018     | CDU                   | WK Wilmersdorf 3              | Senator Wirtschaft und Verkehr |
| Ernst-August Poritz       | 1921–2009     | CDU                   | Bezirksliste Spandau          | |
| Konrad Porzner            | 1935–2021     | SPD                   | Bezirksliste Reinickendorf    | am 14. Juli 1981 ausgeschieden (→ Staatssekretär), Nachrücker: Diethard Rüter                                                                                          |
| Manfred Preuss            | 1951          | CDU                   | WK Neukölln 7                 | |
| Artur Prozell             | 1933–2025     | SPD                   | WK Neukölln 4                 | |
| Heinz Puhst               | 1930–2006     | SPD                   | WK Wedding 2                  | |
| Martin Raasch             | 1938–2008     | SPD                   | Bezirksliste Neukölln         | am 1. Juli 1981 ausgeschieden (→ Bezirksamt), Nachrücker: Dieter Hoffmann                                                                                              |
| Manfred Rabatsch          | 1941          | AL                    | Bezirksliste Kreuzberg        | am 12. Juni 1983 ausgeschieden, Nachfolgerin: Christiane Zieger |
| Walter Rasch              | 1942–2023     | FDP                   | Bezirksliste Tempelhof        | ab 17. März 1983 Fraktionsvorsitzender |
| Ulrich Rastemborski       | 1940–1994     | CDU                   | WK Neukölln 1                 | bis 25. August 1983 Senator für Bau- und Wohnungswesen, am 26. August 1983 ausgeschieden, Nachrücker: Manfred Jewarowski                                               |
| Peter Rebsch              | 1938–2007     | CDU                   | Bezirksliste Spandau          | |
| Ilse Reichel              | 1925–1993     | SPD                   | Bezirksliste Reinickendorf    | |
| Klaus-Ulrich Reipert      | 1940          | CDU                   | Bezirksliste Tempelhof        | am 1. Oktober 1981 für Claus Wischner nachgerückt |
| Harry Ristock             | 1928–1992     | SPD                   | Bezirksliste Charlottenburg   | |
| Hartmut Röseler           | 1942          | CDU                   | WK Charlottenburg 2           | |
| Hubert Rösler             | 1937–2024     | CDU                   | WK Tempelhof 5                | |
| Diethard Rüter            | 1936–2008     | SPD                   | Bezirksliste Reinickendorf    | am 17. Juli 1981 für Konrad Porzner nachgerückt |
| Kurt Runge                | 1928–2007     | CDU                   | WK Spandau 5                  | am 25. November 1982 ausgeschieden (→ Bezirksamt), Nachrücker: Elmar Coenen                                                                                            |
| Peter Rzepka              | 1944          | CDU                   | WK Tempelhof 3                | im Januar 1983 ausgeschieden, Nachrücker: Herwig Haase |
| Barbara Saß-Viehweger     | 1943          | CDU                   | WK Steglitz 6                 | |
| Dieter Sauberzweig        | 1925–2005     | SPD                   | Bezirksliste Zehlendorf       | |
| Ursula Schaar             | 1923–2005     | AL                    | Bezirksliste Neukölln         | am 24. Februar 1983 ausgeschieden, Nachrücker: Jürgen Wachsmuth |
| Heinz Schicks             | 1934–2008     | CDU                   | WK Kreuzberg 1                | |
| Ekkehard Schmidt          | 1942–2020     | CDU                   | Bezirksliste Spandau          | |
| Klaus-Jürgen Schmidt      | 1953–2010     | AL                    | Bezirksliste Reinickendorf    | bis 10. Juni 1983 Fraktionsvorsitzender – am 10. Juni 1983 ausgeschieden, Nachrücker: Uwe Tietz                                                                        |
| Ingo Schmitt              | 1957          | CDU                   | Bezirksliste Charlottenburg   | am 26. Juni 1981 für Wolfgang Antes nachgerückt |
| Karl-Heinz Schmitz        | 1932–2016     | CDU                   | WK Charlottenburg 6           | |
| Gerhard Schneider         | 1942–2019     | SPD                   | Bezirksliste Steglitz         | |
| Hans Ludwig Schoenthal    | 1923–2002     | SPD                   | Bezirksliste Neukölln         | am 27. April 1983 für Hans-Jochen Vogel nachgerückt |
| Ulrich Schürmann          | 1943          | SPD                   | Bezirksliste Wilmersdorf      | |
| Diethard Schütze          | 1954          | CDU                   | WK Reinickendorf 5            | |
| Kordula Schulz            | 1956          | AL                    | Bezirksliste Spandau          | am 15. Juni 1983 für Rita Kantemir nachgerückt |
| Peter Sellin              | 1949          | AL                    | Bezirksliste Schöneberg       | am 11. Juni 1983 ausgeschieden, Nachrücker Dieter Kunzelmann |
| Walter Sickert            | 1919–2013     | SPD                   | Bezirksliste Neukölln         | |
| Heinz-Viktor Simon        | 1943–2019     | CDU                   | WK Steglitz 3                 | |
| Jörg-Otto Spiller         | 1942          | SPD                   | WK Wedding 3                  | |
| Fredy Stach               | 1936–2007     | SPD                   | WK Spandau 8                  | |
| Karl-Heinz Städing        | 1928–2008     | SPD                   | WK Reinickendorf 10           | |
| Ditmar Staffelt           | 1949          | SPD                   | Bezirksliste Tempelhof        | |
| Heinz Striek              | 1918–2011     | SPD                   | Bezirksliste Spandau          | am 12. Juni 1981 für Frank Dahrendorf nachgerückt |
| Olaf Sund                 | 1931–2010     | SPD                   | Bezirksliste Tempelhof        | am 1. September 1982 ausgeschieden, Nachrücker: Rudolf Glagow |
| Edgar Swinne              | 1936–2018     | FDP                   | Bezirksliste Spandau          | |
| Bodo Thomas               | 1932–1995     | SPD                   | Bezirksliste Reinickendorf    | |
| Norbert Tietz             | 1942–1985     | CDU                   | Bezirksliste Neukölln         | am 18. Juni 1984 für Richard von Weizsäcker nachgerückt |
| Uwe Tietz                 | 1947          | AL                    | Bezirksliste Reinickendorf    | am 15. Juni 1983 für Klaus-Jürgen Schmidt nachgerückt |
| Jürgen Tietze             | 1935          | CDU                   | WK Steglitz 4                 | |
| Reinhard Ueberhorst       | 1948          | SPD                   | WK Kreuzberg 3                | |
| Peter Ulrich              | 1928–2011     | SPD                   | Bezirksliste Wilmersdorf      | ab 26. April 1983 Fraktionsvorsitzender |
| Horst Vetter              | 1927–2022     | FDP                   | Bezirksliste Reinickendorf    | bis 17. März 1983 Fraktionsvorsitzender, am 5. Dezember 1983 ausgeschieden, Nachrücker: Arnold Krüger – ab 17. März 1983 Senator für Stadtentwicklung und Umweltschutz |
| Peter Vetter              | 1941–2009     | CDU                   | WK Tiergarten 2               | |
| Hans-Jochen Vogel         | 1926–2020     | SPD                   | WK Neukölln 3                 | bis 26. April 1983 Fraktionsvorsitzender – am 26. April 1983 ausgeschieden (→ Bundestagsabgeordneter), Nachrücker: Hans Ludwig Schoenthal                              |
| Robert Wachs              | 1921–1989     | CDU                   | Bezirksliste Schöneberg       | am 29. Juni 1981 für Werner Dolata nachgerückt |
| Jürgen Wachsmuth          | 1951          | AL                    | Bezirksliste Neukölln         | am 28. Februar 1983 für die durch Rotation ausgeschiedene Ursula Schaar nachgerückt – ab 10. Juni 1983 Fraktionsvorsitzender                                           |
| Horst Wagner              | 1931–2011     | SPD                   | Bezirksliste Neukölln         | |
| Reinhard Walter           | 1939          | SPD                   | Bezirksliste Tiergarten       | |
| Richard von Weizsäcker    | 1920–2015     | CDU                   | WK Neukölln 2                 | bis 9. Februar 1984 Regierender Bürgermeister – am 15. Juni 1984 ausgeschieden (→ Bundespräsident), Nachrücker: Norbert Tietz                                          |
| Michael Wendt             | 1955–2011     | AL                    | Bezirksliste Charlottenburg   | am 10. Juni 1983 ausgeschieden, Nachrücker: Klaus Freudenthal |
| Gabriele Wiechatzek       | 1948          | CDU                   | WK Reinickendorf 9            | |
| Jürgen Wingefeld          | 1943          | SPD                   | Bezirksliste Steglitz         | |
| Claus Wischner            | 1935–2013     | CDU                   | WK Tempelhof 4                | am 1. Oktober 1981 ausgeschieden (→ Staatssekretär), Nachrücker: Klaus-Ulrich Reipert                                                                                  |
| Jürgen Wohlrabe           | 1936–1995     | CDU                   | WK Spandau 6                  | |
| Edmund Wronski            | 1922–2020     | CDU                   | WK Reinickendorf 7            | Senator für Arbeit und Betriebe |
| Ekkehard Wruck            | 1942–2003     | CDU                   | WK Wilmersdorf 1              | |
| Gottfried Wurche          | 1929          | SPD                   | Bezirksliste Tiergarten       | |
| Günter Zemla              | 1921–2000     | CDU                   | WK Reinickendorf 2            | |
| Christiane Zieger         | 1952          | AL                    | Bezirksliste Kreuzberg        | am 15. Juni 1983 für Manfred Rabatsch nachgerückt |